# Teatro de Santa Isabel
O Teatro de Santa Isabel é um teatro localizado na cidade brasileira do Recife, capital do estado de Pernambuco. É um raro exemplo de genuína arquitetura neoclássica da primeira metade do século XIX brasileiro. Foi nomeado em homenagem à Princesa Isabel.
Nas suas instalações ocorreram episódios importantes e curiosos da história do Brasil. O teatro recebeu visitantes ilustres como o imperador Dom Pedro II, foi palco da campanha abolicionista de Joaquim Nabuco, e nele Castro Alves conheceu o seu grande amor Eugénia Câmara.
Foi o primeiro teatro do Brasil construído com mão de obra especializada, tendo sido projetado pelo engenheiro civil francês Louis Léger Vauthier.

## História

### Projeto

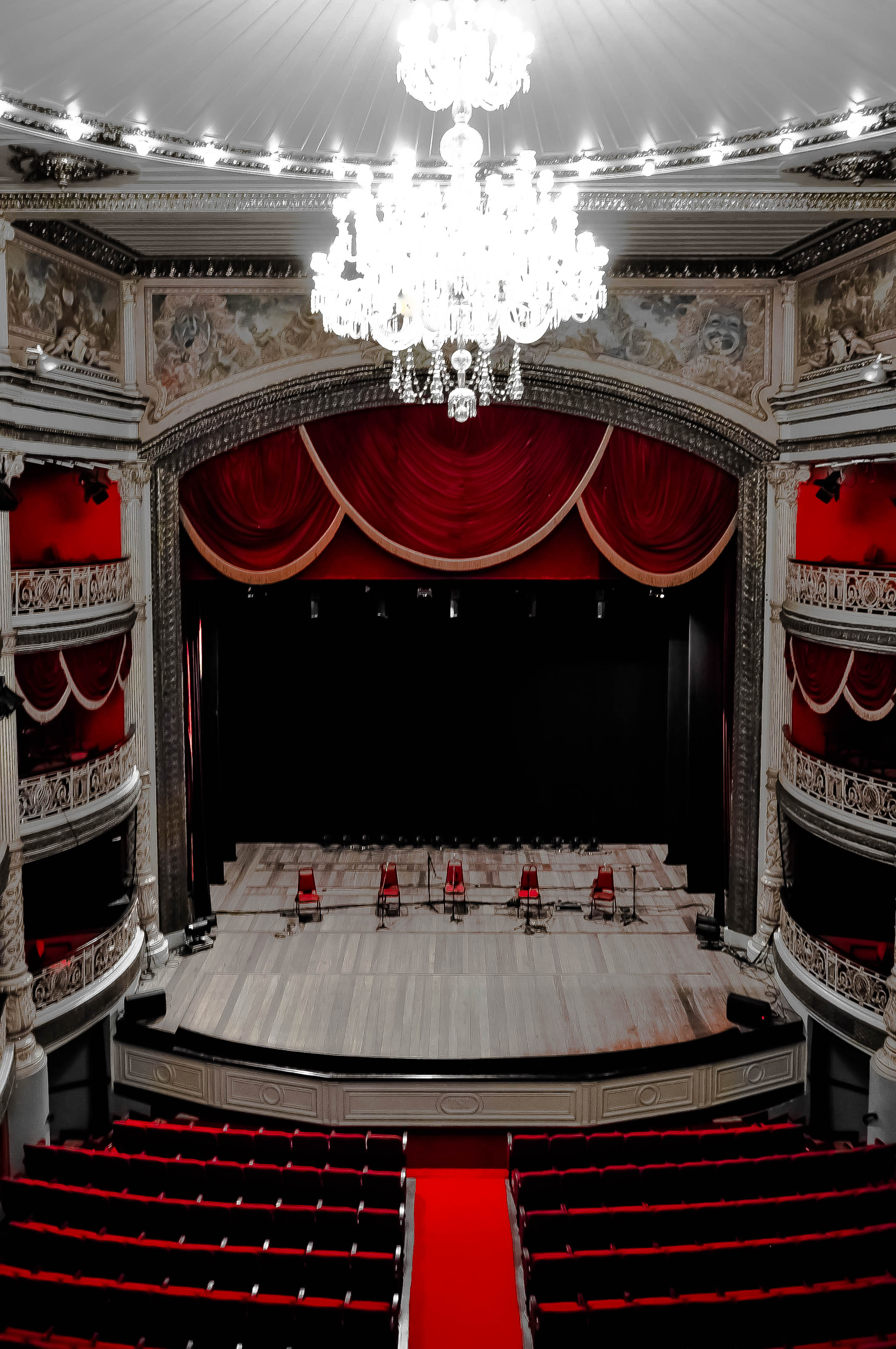
Palco do Teatro de Santa Isabel.

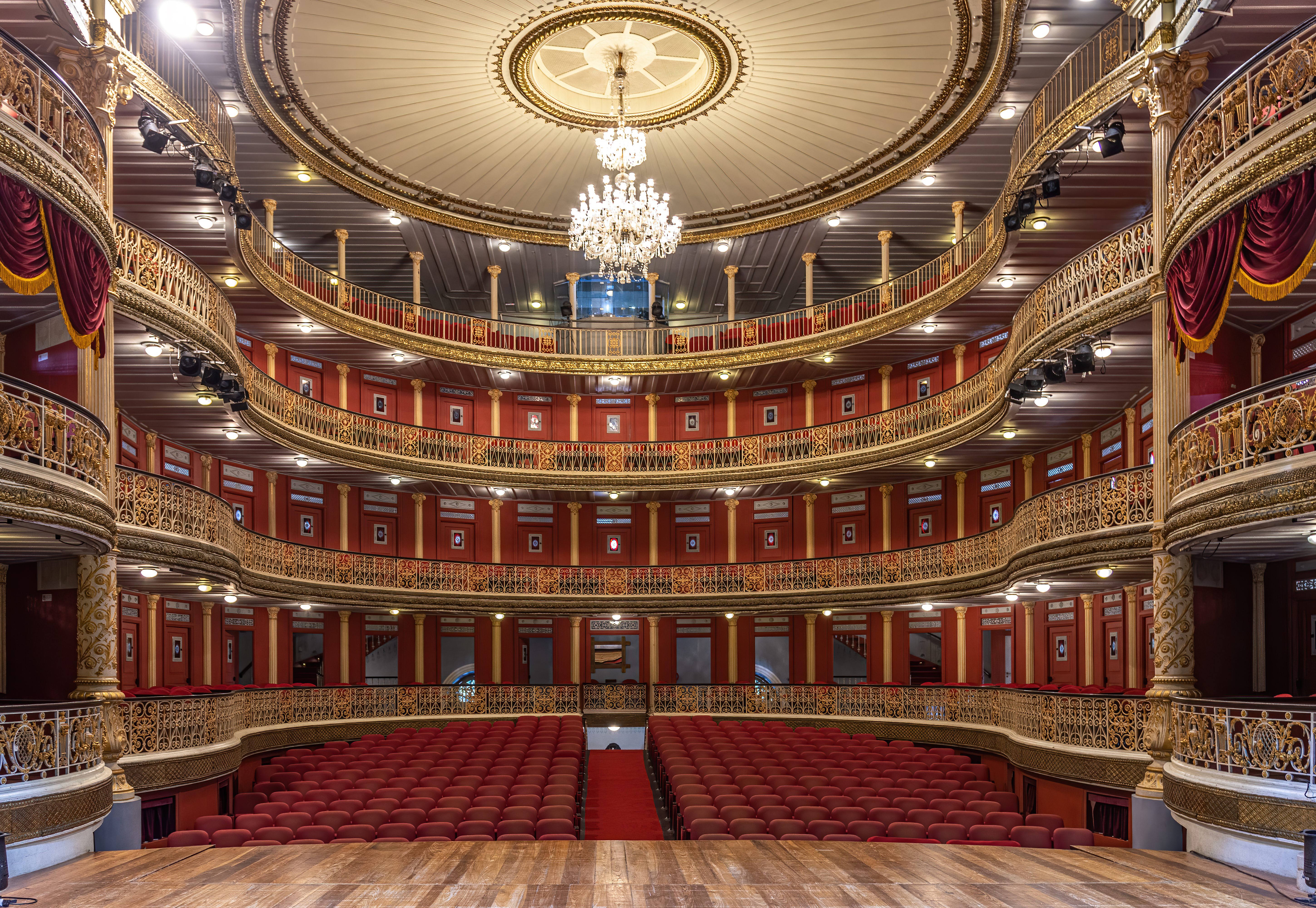
Vista dos camarotes, com rica ornamentação em ferro fundido. O Teatro de Santa Isabel foi o primeiro do Brasil construído com mão de obra especializada.

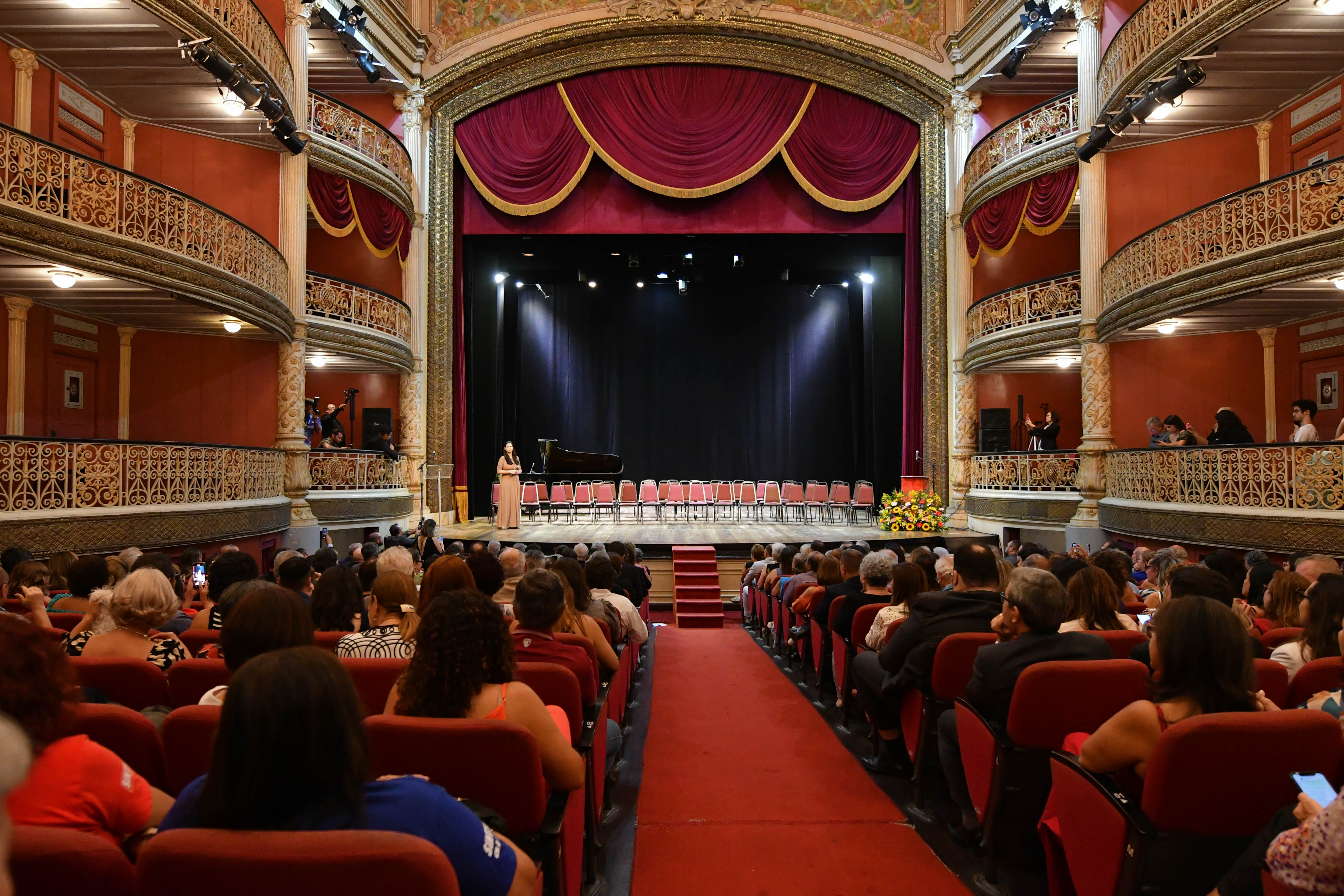
Vista do corredor ao palco do Teatro de Santa Isabel.

A ideia de construir um teatro público no Recife foi do então presidente da província de Pernambuco, Francisco do Rego Barros, barão, visconde e depois conde da Boa Vista.
Em 30 de abril de 1839, ele assinou a Lei número 74, autorizando a construção de um teatro público para a cidade.
O Brasil não dispunha, na época, de profissionais qualificados, como engenheiros e arquitetos, nem sequer pedreiros ou carpinteiros especializados. Os poucos engenheiros que existiam tinham formação militar.
Para viabilizar o seu projeto de governo, Rego Barros promoveu a vinda de inúmeros profissionais europeus, engenheiros, matemáticos, técnicos e operários, entre eles, Louis Léger Vauthier, o engenheiro responsável pela execução do projeto do novo teatro, que chegou ao Recife em setembro de 1840.
O primeiro projeto elaborado por Vauthier, cujo orçamento era de 400 contos, foi rejeitado devido ao seu alto custo. O projeto definitivo, estimado em 240 contos, foi aprovado em fevereiro de 1841, sendo as obras iniciadas no mês de abril. O local escolhido foi o então chamado Campo do Erário, onde só havia areia. Atualmente é a Praça da República.

### Construção
Durante todo o período de construção era chamado de Teatro de Pernambuco. Só pouco antes da sua inauguração, em 18 de maio de 1850 o seu nome foi mudado para Teatro de Santa Isabel, em homenagem à Princesa Isabel, filha do Imperador Pedro II. A sugestão para a homenagem partiu do então governador da Província de Pernambuco, Honório Hermeto Carneiro Leão, o Marquês do Paraná. A peça apresentada no dia da inauguração foi O Pajem de Aljubarrota, do escritor português Mendes Leal.
O Teatro de Santa Isabel era a grande casa de espetáculos da cidade, lugar de divertimento, convivência social e também de exercício da cidadania. Segundo Joaquim Nabuco, foi no Santa Isabel que se ganhou a causa da abolição da escravatura no Brasil, referindo-se a seus discursos e eventos lá realizados.
No século XIX, as companhias que se apresentavam no Teatro de Santa Isabel eram, na sua maioria, administradas por empresários, que firmavam contratos por longas temporadas. O teatro também recebia companhias líricas estrangeiras, entre as quais, a Companhia Lyrica Italiana G. Marinangelli, que apresentou a ópera La Traviata, em 1858.
Em 1859, o teatro recebeu seu mais ilustre convidado, o Imperador Pedro II, que, visitando as províncias do Norte, passou seu aniversário no Recife e foi ali homenageado com um espetáculo de gala.

### Reconstrução
No dia 19 de setembro de 1869, o teatro foi quase que totalmente destruído por um incêndio, que deixou de pé apenas as paredes laterais, o alpendre e o pórtico, sendo construído, em madeira, como uma substituição temporária, no Palácio do Campo das Princesas, o Pavilhão Santa Isabel.
A orientação vinha de Louis Léger Vauthier, que, mesmo estando em Paris, teve as suas recomendações respeitadas pelo engenheiro José Tibúrcio Pereira de Magalhães, responsável pelas obras de reconstrução do teatro. O Santa Isabel foi reinaugurado no dia 16 de dezembro de 1876.

### Reformas

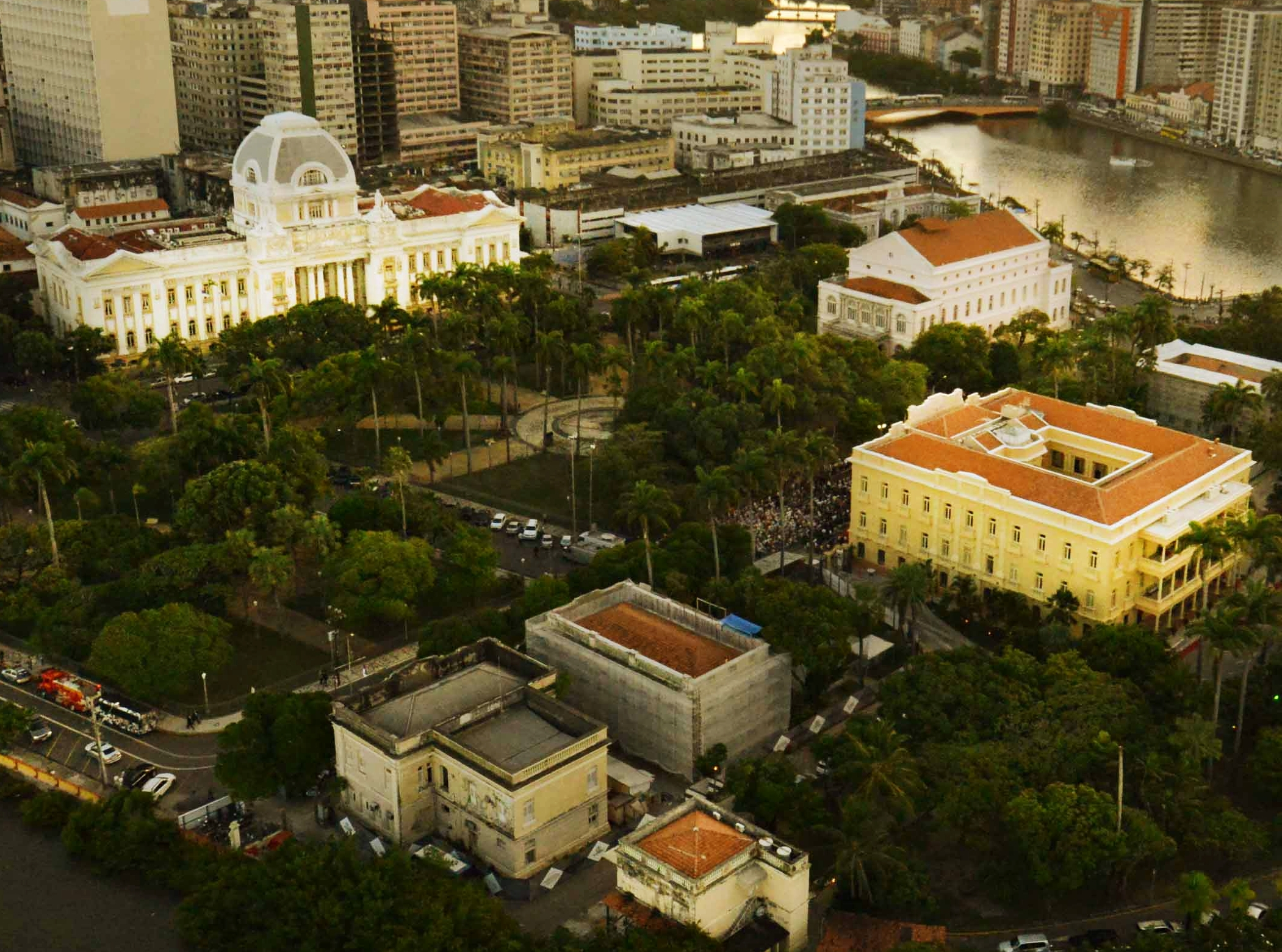
O conjunto arquitetônico da Praça da República, no Recife, cujos três principais monumentos são o Teatro de Santa Isabel, o Palácio da Justiça e o Palácio do Campo das Princesas.

Em 1916, no governo de Manuel Borba, houve mais uma intervenção com a instalação de luz elétrica, reforma total da canalização de gás, substituição do pano de boca por um importado da Inglaterra e reparos gerais de conservação do prédio.
Em 1936, também houve novas reformas gerais, assim como as que foram feitas por ocasião do seu centenário, em 1950,  quando era governador de Pernambuco, Barbosa Lima Sobrinho, prefeito do Recife, Moraes Rego, e diretor do teatro, Valdemar de Oliveira. O Santa Isabel pertenceu ora ao estado ora ao município, sendo que, a partir de 1949, foi tombado pelo Instituto do Patrimônio Histórico e Artístico Nacional (IPHAN), como propriedade da Prefeitura do Recife.
Houve ainda obras de restauração nos anos de 1970 e 1977 e entre 1983 e 1985 inúmeros benefícios foram realizados no Santa Isabel.
Em 2000 foi iniciada uma outra reforma que exigiu intervenções para assegurar a preservação do prédio, retomar algumas feições originais, dar mais segurança aos seus frequentadores e mais espaços e recursos para a realização dos espetáculos. Dessa última reforma, a Fundação Joaquim Nabuco participou, através do trabalho de técnicos do seu Laboratório de Pesquisa, Conservação e Restauração de Documentos e Obras de Arte - Laborarte.